# Il talismano della Cina
Il talismano della Cina (Hong Kong) è un film statunitense del 1952 diretto da Lewis R. Foster.
È un film d'avventura a sfondo drammatico con protagonisti Ronald Reagan, Rhonda Fleming e Nigel Bruce. È ambientato in Asia ed è incentrato sulla fuga dai comunisti del soldato di fortuna Jeff Williams (Reagan).

## Produzione
Il film, diretto da Lewis R. Foster su una sceneggiatura di Winston Miller con il soggetto dello stesso Lewis R. Foster, fu prodotto da William H. Pine e William C. Thomas  per la Paramount Pictures tramite la Pine-Thomas Productions e girato nei Paramount Studios a Los Angeles in California. Il titolo di una riedizione fu Bombs Over China.

## Distribuzione
Il film fu distribuito negli Stati Uniti nel 1952 al cinema dalla Paramount Pictures.
Alcune delle uscite internazionali sono state:
- negli Stati Uniti il 12 gennaio 1952 (Seattle, Washington, première),
- negli Stati Uniti il 4 aprile 1952 (New York)
- in Francia il 18 aprile 1952
- in Filippine il 22 luglio 1952
- in Finlandia il 24 ottobre 1952 (Hong Kong - Idän portti)
- in Danimarca il 24 novembre 1952 (Hong-Kong)
- in Svezia il 1º dicembre 1952 (Hong Kong)
- in Germania Ovest il 22 gennaio 1953 (Hongkong)
- in Austria nel marzo del 1953 (Hongkong)
- in Portogallo il 17 agosto 1954 (Hong Kong)
- in Grecia (Hong Kong)
- in Italia (Il talismano della Cina)

## Critica
Secondo il Morandini il film è "mediocre".